# Vessölandet
Vessölandet, även kallat Vessö, är en ö drygt 10 km söder om centrum av Borgå stad i Finland. Vessö omfattar en yta på ca 52 kvadratkilometer (12 km lång och 5 km bred) och är den största ön i landskapet Östra Nyland och den 22:a största ön i landet. Ön avskiljs från fastlandet med ett smalt sund, Fladan. Antalet invånare är drygt 500 (av vilka ca 400 är svenskspråkiga), men på sommaren stiger antalet betydligt på grund av de många sommargästerna. Ön har cirka 400 sommarstugor.
Vessö var i tiderna mest känt för sin sandförsäljning, som börjare redan i slutet av 1800-talet i öns sydligaste del Sondby. Tidigare skeppades sanden enbart med skutor; Vessöskutorna var vida kända både hemma och utomlands, inte minst i Stockholm. I dag sköts sandtransporterna med både fartyg och lastbilar. En annan viktig näringsgren under senare tider har varit jordbruk. Ön är känd för sina sockerbetor och sin potatis. På ön har funnits många herrgårdar. Två av dem som fortfarande finns kvar är också tillgängliga för allmänheten: Stor-Kroksnäs gård, som i dag är kurscentrum, och Hommanäs gård, där bland annat Stefan Löfving (1689−1777) bott.
På Vessö finns följande byar (uppräknade från norr till söder): Hommanäs, Hummelsund, Nygård, Brattnäs, Kroksnäs, Kurböle, Londböle, Baggböle, Skavarböle och Sondby
En berömd finlandssvensk person med sommarresidens i Vessö är vistrubaduren Barbara Helsingius.